# 旗尾山
旗尾山，又寫為旂尾山，:89是位於台灣高雄市旗山區東平里的一座山峰，地處旗山溪與其支流美濃溪的分水嶺上，峰頂海拔318公尺，為台灣小百岳之一。
旗尾山屬於玉山山脈的末端，峰頂立有水資會高屏64三等三角點。

## 歷史

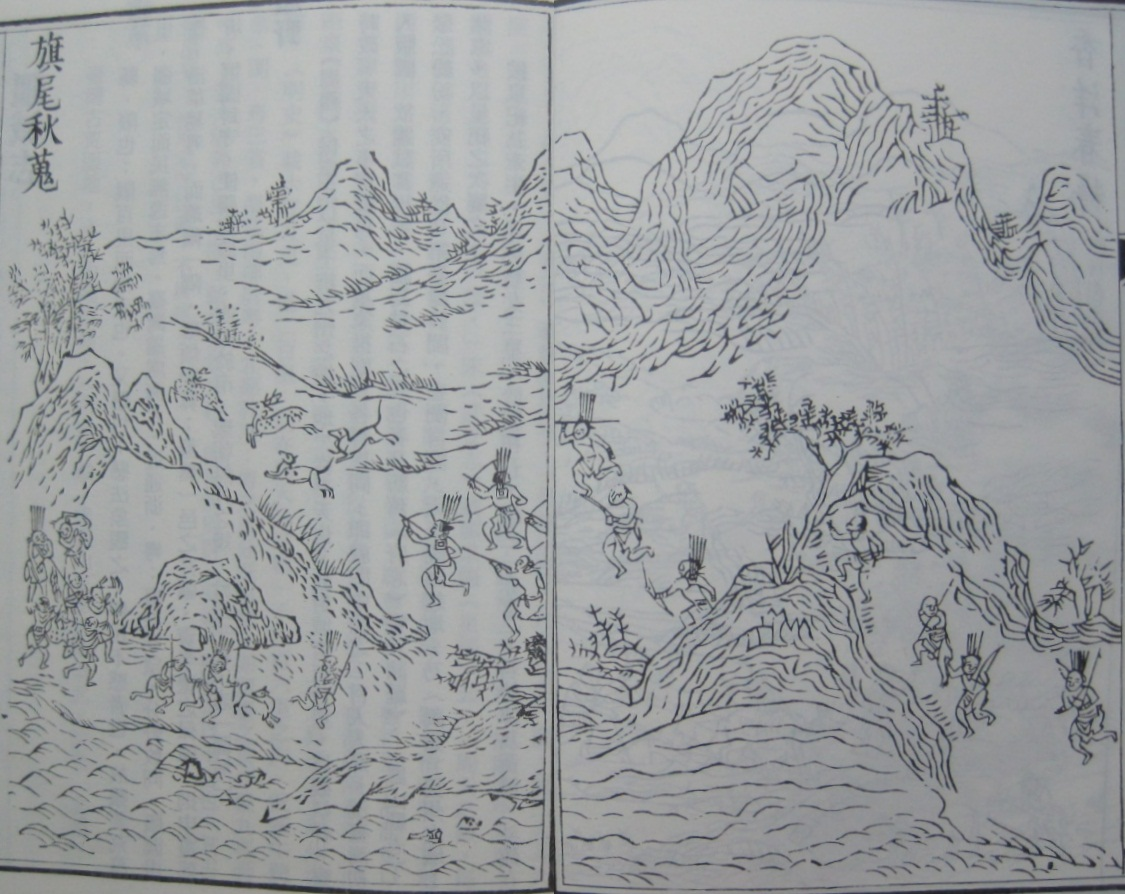
旗尾秋蒐

台灣清治時期，旗尾山以「旗尾秋蒐」被列為列為「臺灣縣八景」之一。
台灣日治時期，日本人曾在山頂設立神社「旗尾山祠」。1980年代蔡明耀擔任高雄縣縣長時，推動拆除重建，成為一座仿中正紀念堂的八角大型涼亭，登亭可俯視西側的旗山市區、旗山溪及東側的美濃平原，視野良好。原有的「旗尾山祠」石碑仍在，但上面的刻字早已剝落。
2003年，旗尾山在前高雄縣政府舉辦的全民票選活動中，入選為「高雄縣十大名山」之一。

## 登山
單獨攀登旗尾山或以該山作為開頭的連峰攀登（例如旗靈縱走）通常從西側的區道高147線（楠梓仙溪沿山公路）途中三個登山口之一出發：
- 第一登山口：高147線0.2K，旗尾河堤公園地景橋之延伸道路口；
- 第二登山口：高147線0.9K，雲水山房（舊名紅蜻蜓山莊）南側約370公尺處；
- 第三登山口：高147線1.8K，谷歌地圖竹寮巷之「旗尾山登山步道」路口。[10][11]

昔日也有從東側的「旗美褒忠義民廟」登山口出發，但近年來頗為冷門，目前常用的登山電子地圖《魯地圖》並未標示其路徑。
反向的連峰攀登則由北側的其他山峰登山口出發，經由各山峰（及其間稜線）到達旗尾山，例如反向旗靈縱走會經由靈山、人頭山、金字面山、福美山到達旗尾山。